# Die wilden Schläger von Rockers Town
Die wilden Schläger von Rockers Town (Alternativtitel: Girl in the Leather Suit und Das Todesrennen der wilden Engel) ist ein US-amerikanischer Rockerfilm von Maury Dexter aus dem Jahr 1969.

## Handlung
Dan gewinnt bei einem Motorradrennen ein nagelneues Motorrad, das ihm gerade recht kommt, um seine angeschlagene Farm wieder auf Vordermann zu bringen. Doch auf der Rückfahrt gerät er in einen Hinterhalt und wird von einem neidischen Mitbewerber niedergeschlagen, der ihm das Motorrad klaut. Doch auch dessen Glück ist nur von kurzer Dauer. Er gerät an die Motorradgang von Tampa, der ihm das Motorrad zunächst mit Gewalt nimmt und dann so tut, als würde er mit ihm ein faires Tauschgeschäft machen.
Als Dan wieder zu Bewusstsein kommt, stellt er zunächst den Dieb zu Rede, der ihn an Tampa verweist. Er nimmt dessen Spur auf und stellt sich alleine ihm und dessen Bande. Auch hier demonstriert Tampa seine Macht und „tauscht“ das Motorrad gegen Cathy, seine ehemalige Geliebte, die in der Motorradgang herumgereicht wurde. Anschließend lässt er Dan von Gippo verprügeln und lässt ihn bewusstlos mit Cathy zurück.
Zwischen Dan und Cathy entwickelt sich zunächst eine Art Hassliebe. Dan verfolgt die Bande durch die Gegend und stellt ihnen immer wieder Fallen. Dabei schaltet er einige der Gruppe aus. Jedoch sorgt er immer dafür, dass es zu keinem Todesfall kommt und gibt der Gang die Möglichkeit, ihre Verwundeten zu bergen.
Schließlich gelingt es aber Gippo Cathy zu entführen. Dan versucht sie zu retten, dabei kommt es zwischen ihm und Gippo zu einem Handgemenge. Während diesem wird Gippo von einer Schlange gebissen und verstirbt. Tampa fordert darauf Dan zu einem Kampf Mann gegen Mann auf Leben und Tod heraus. Der Rest seiner Gang flieht jedoch und lässt ihren Boss alleine zurück. Im folgenden Duell gewinnt Dan die Oberhand, verschont aber Tampas Leben. Mit seinem Motorrad fährt er weg, doch Cathy wendet sich wieder dem schwer verletzten Tampa zu.

## Hintergrund
Für Maury Dexter war es nach Die Satans-Engel von Nevada (1968) der zweite Rockerfilm für American International Pictures (AIP). Der Film wurde in der Wüste um Tucson, Arizona gedreht. Der Plot erinnert nicht nur zufällig an einen Western. Lediglich die Pferde wurden durch Motorräder ersetzt. Die Szene mit der Schlägerei und dem Schlangenbiss wurde mit echten Klapperschlangen gedreht, die jedoch hinter Plexiglas blieben und die Kamera attackierten. Für die Aufnahme des Bisses wurde eine Gummischlange verwendet.
Der Film hatte seinen Kinostart in Deutschland am 11. Juni 1974 unter dem Titel Die wilden Schläger von Rockers Town. Den Verleih übernahm Scotia Filmverleih. Als DVD erlebte er seine Premiere 2012 unter dem Titel Das Todesrennen der wilden Engel als Teil der Rocker & Biker Box Vol. 1 zusammen mit Cycle Savages, Run, Angel, Run und Hell’s Angel 70.

## Synchronisation
Die deutsche Synchronbearbeitung entstand 1974 unter der Dialogregie von Dietmar Behnke bei der       Berliner Synchron GmbH Wenzel Lüdecke in Berlin.
| Darsteller          | Rolle    | Synchronsprecher      |
| ------------------- | -------- | --------------------- |
| Jeremy Slate        | Dan      | Norbert Langer        |
| Jocelyn Lane        | Cathy    | Joseline Gassen       |
| Angelique Pettyjohn | Cherry   | Helga Krauss          |
| William Lucking     | Gippo    | Hans-Werner Bussinger |
| Dick Bullock        | Meatball | Thomas Danneberg      |
| Michael Walker      | Tony     | Manfred Lehmann       |

## Rezeption
Björn Lahrmann schrieb in seiner Rezension zu Rocker & Biker Box Vol. 1 für das Filmmagazin Manifest, es handele sich um „schnörkelloseste[n] und zugleich actionreichste[n] Film des Pakets, der wie ein Western mit motorisierten Gäulen daherkommt.“ Er sei äußerst kurzweilig und würde zeitweilig an einen Road Runner und Wile E. Coyote-Cartoon erinnern.
Das Lexikon des internationalen Films schrieb: „Im Aufbau logisch und überwiegend glaubhaft; mit guten darstellerischen Leistungen. Interessant ist der Einblick in die mit faschistischen Methoden geführte Rockerbande.“